# Kurt Lauer
Kurt Lauer (* 27. Februar 1923 in Dittweiler; † unbekannt) war bei der Wachmannschaft des KZ Ravensbrück am Haupttor tätig.

## Leben
Kurt Lauer, der zunächst als Fabrikarbeiter tätig war, wurde im Mai 1941 Angehöriger der Waffen-SS. Am 1. April 1943 beantragte er die Aufnahme in die NSDAP und wurde rückwirkend zum 1. September 1942 aufgenommen (Mitgliedsnummer 9.679.160). Von März 1942 bis Ende April 1945 war Lauer bei der Wachmannschaft des KZ Ravensbrück eingesetzt. Lauer gab nach Kriegsende als sein Geburtsjahr 1921 an, obwohl in seinen Personalunterlagen als Geburtsjahr 1923 verzeichnet ist.
Nach dem Ende des Zweiten Weltkrieges musste sich Lauer für seine im KZ Ravensbrück begangenen Taten vor einem britischen Militärgericht im sechsten der sieben Ravensbrück-Prozesse verantworten. Wegen der Teilnahme an der Misshandlung alliierter Häftlinge wurde Lauer am 26. Juli 1948 zu fünfzehn Jahren Haftstrafe verurteilt. Nach der Bestätigung des Urteils am 6. August 1948 verblieb er in Haft.
Kurt Lauer wurde am 7. Mai 1955 wegen guter Führung aus der Haft entlassen. Über seinen weiteren Lebensweg ist nichts bekannt.